# 阿耶
阿耶（法語：Hailles，法語發音：[aj]）是法国上法蘭西大區索姆省的一个市镇，属于亚眠区。

## 地理
阿耶（49°48'20"N, 2°26'20"E）面积5.07 平方千米，位于法国上法蘭西大區索姆省，该省份为法国北部沿海省份，北起加来海峡省和北部省，西接滨海塞纳省和大西洋英吉利海峡，南至瓦兹省，东临埃纳省。
与阿耶接壤的市镇（或旧市镇、城区）包括：泰济格利蒙、多马坦、富昂康、莫勒伊、鲁夫雷勒、泰讷。
阿耶的时区为UTC+01:00、UTC+02:00（夏令时）。

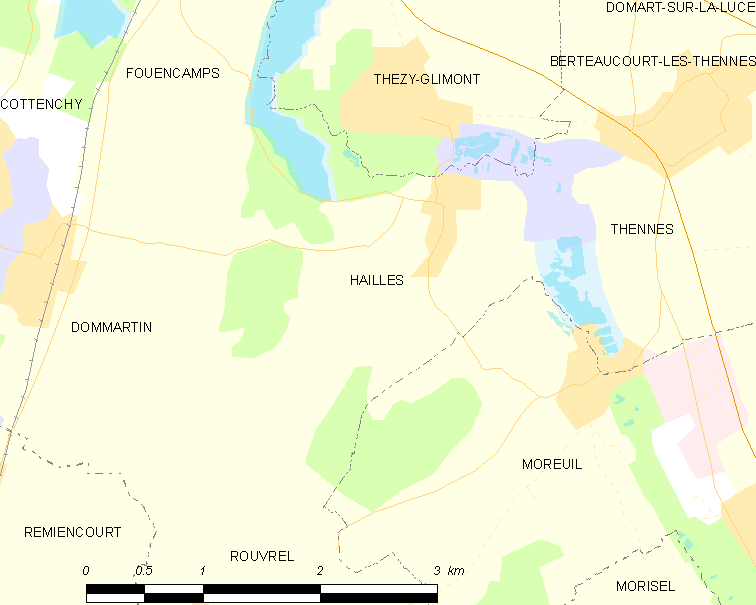
阿耶的OSM定位图

## 行政
阿耶的邮政编码为80440，INSEE市镇编码为80405。

## 政治
阿耶所属的省级选区为莫勒伊县。

## 人口

1962-2008年间阿耶人口变化图示

阿耶于2022年1月1日时的人口数量为405人。